# Grote kwartelduif
De grote kwartelduif (Geotrygon mystacea) is een vogel uit de familie Columbidae (duiven).

## Verspreiding en leefgebied
Deze soort is endemisch op de Kleine Antillen, een eilandengroep in de Caraïbische Zee.